# Conte de Sinouhé
Le conte de Sinouhé ou roman de Sinouhé est l'une des plus anciennes œuvres littéraires de l'Égypte jamais retrouvée. Elle aurait été rédigée au moment du règne du pharaon Amenemhat Ier, fondateur de la XIIe dynastie d'Égypte antique sous le Moyen Empire. 

## Découverte
Les circonstances de la découverte de ce texte sont mal connues. Il en existe deux exemplaires sur papyrus : le premier faisait partie de la collection de Giovanni d'Athanasi, consul général suédois-norvégien en Égypte de 1828 à 1860, et a été vendu au British Museum en 1843 ; le second a été découvert à Thèbes en 1896 par James Edward Quibell « dans une tombe anonyme située sous les magasins du Ramesséum ».

## Origine
Les égyptologues pensent que l'histoire a été composée peu de temps après le règne d'Amenemhat Ier, même si les fragments les plus anciens des manuscrits retrouvés ne datent que d'Amenemhat III, c'est-à-dire vers 1800 av. J.-C..
Le débat reste ouvert si l'histoire est fondée sur des événements authentiques vécus par une personne réelle du nom de Sinouhé. L'opinion dominante chez les égyptologues est toutefois qu'il s'agit vraisemblablement au moins en partie d'une fiction,.
Le conte de Sinouhé est considéré comme un travail écrit en vers et pouvant être joué au théâtre. La grande popularité de cette œuvre est attestée par le nombre de fragments qui ont été retrouvés,, ce qui indique qu'il s'agit d'une œuvre classique de la littérature égyptienne du Moyen Empire. Du fait de la nature universelle des thèmes abordés dans cette histoire, notamment ceux de la providence divine et de la miséricorde, son auteur, par ailleurs anonyme, a été considéré comme le « Shakespeare égyptien » dont les idées ont des parallèles dans les textes de la Bible. 

## Synopsis
Le conte débute à la mort d'Amenemhat Ier. Sinouhé, qui revient d'une campagne militaire en Libye avec  le successeur légitime d'Amenemhat, Sésostris Ier, n'arrive pas à dénoncer un complot visant empêcher ce dernier à monter sur le trône. Il s'enfuit et arrive en Syrie où il se marie à la fille d'un chef du sud. Sinouhé prend progressivement du pouvoir : il y combat les tribus rebelles au nom d'Ammunenshi. Alors qu'il est déjà âgé, ayant vaincu un opposant puissant en combat singulier, il prie pour pouvoir retourner chez lui, dans son pays : « Que Dieu ait pitié de moi. Qu'il écoute la prière de son serviteur si éloigné de chez lui ! Puisse le roi m'accorder miséricorde. Puissé-je être conduit jusqu'à la cité de l'éternité  ! » Sésostris, qui a survécu à la tentative d'assassinat, l'invite à retourner en Égypte. Il lui pardonne et fait entrer Sinouhé à son service. Jusqu'à la fin de sa vie, ce dernier jouit des faveurs royales. Il est admis au repos dans la nécropole dans une tombe somptueuse.

## Interprétations
L'histoire est remplie d'allusions symboliques, à commencer par le nom de Sinouhé, signifiant « fils du sycomore »). Or le sycomore est, dans l'Égypte antique, l'arbre de vie et est associé à Hathor, la déesse de la fertilité qui renaît et patronne les contrées étrangères, thème qui parcourt toute le récit.
Sinouhé est dans l'orbite protectrice des pouvoirs divins, sous la forme du roi, et celui de la reine, une manifestation de Hathor. Les spécialistes débattent toujours de la raison pour laquelle Sinouhé fuit l'Égypte. Sinouhé franchit des voies navigables associées à la déesse Maât, le principe de la vérité, de l'ordre et de la justice dans l'Égypte antique, que l'on trouve à proximité du sycomore.
Les anciens Égyptiens croyaient à la libre volonté, implicite dans le code de Maât, mais toujours accordée par la grâce divine pour travailler et s'y exprimer à travers l'individu, et dominée par la divine providence que l'on voit dans l'envol de Sinouhé puis son retour au pays. Incapable d'échapper à l'influence des pouvoirs divins et de la miséricorde, Sinouhé s'exclame : « Que je sois dans la Résidence, ou que je sois ici, c'est vous qui masquez cet horizon. »
Un parallèle a été fait entre le séjour en Égypte de Joseph le « Syro-Canaanique », où il devient un membre de l'élite dirigeante, se marie et fonde une famille avant de retrouver sa famille d'origine hébraïque sous le signe de la Divine Providence, et la fuite de Sinouhé l’Égyptien vers les territoires syro-canéens, qui devient un membre de l'élite dirigeante, fonde également une famille avant de revenir dans son pays, sous l'influence de la Divine Providence.
Des parallèles ont aussi été établis avec d'autres textes bibliques : la tentative infructueuse de Sinouhé de s'échapper de la sphère d'influence du pouvoir divin, celle du roi, est rapprochée de celle du prophète hébreu Jonas. De même, l'envol avec un prétendant puissant, par qui il est tué avec un simple souffle, rappelle la bataille entre David et Goliath, tandis que son retour au domicile est mis en relation avec la parabole de l'enfant prodigue.

## Dans la fiction
- Naguib Mahfouz, un écrivain égyptien récompensé par le prix Nobel de littérature, a publié en 1941 une nouvelle titrée Awdat Sinuhi traduite en anglais par Raymond Stock (en) en 2003 sous le titre The Return of Sinue (Le Retour de Sinouhé) dans le recueil de contes de Mahfouz intitulé Voices from the Other World (Voix de l'autre monde). Cette nouvelle est inspirée librement du conte de Sinouhé (Mahfouz a ajouté les détails d'une histoire d'amour qui n'existait pas dans la version antique).

- Le conte a inspiré le roman de Mika Waltari, Sinouhé l'Égyptien (1949), dont a été tiré l'adaptation hollywoodienne L'Égyptien (1954). Tous deux racontent l'histoire d'un certain Sinouhé (joué par Edmund Purdom dans le film) qui, au cours de la XVIIIe dynastie, fuit l'Égypte puis y revient pour demander le pardon.

- Elizabeth Peters (de son vrai nom Barbara Mertz) y fait référence dans son roman policier historique The Falcon at the Portal (article en anglais), en français La Pyramide oubliée, publié en 1999.
- Le conte a inspiré le roman La Mission secrète de Sinouhé l'Égyptien, de l'écrivain et historien français Christian Jacq, paru en 2022.